# NGC 1000
NGC 1000 (również PGC 10028) – galaktyka znajdująca się w gwiazdozbiorze Andromedy. Odkrył ją Édouard Jean-Marie Stephan 9 grudnia 1871 roku.